# Alltagsmathematik
Alltagsmathematik (englisch: numeracy oder mathematical literacy) ist das Wissen und die Fähigkeit, die benötigt werden, um auf mathematische Anforderungen in alltäglichen Situationen angemessen und zielgerichtet zu reagieren. Es bezeichnet die Fähigkeit, die mathematische Dimension in üblichen und neuen Zusammenhängen zu erkennen, zu verstehen und anzuwenden. Alltagsmathematik wird durch Spiel und Einüben, durch Nachahmung und durch die schulische und außerschulische Bildung angeeignet.
Alltägliches Rechnen ereignet sich in einfachen Situationen (das Abwiegen von einem Kilogramm Mehl), in schwierigeren (das Überprüfen eines Kassenzettels unter Zeitdruck an der Kasse) und hochkomplexen Zusammenhängen (das Interpretieren von Statistiken aus Bildungsstudien).
Mathematik begegnet jedem Menschen im alltäglichen Leben, in beruflichen Zusammenhängen und im gesellschaftlichen Kontext. Man muss sortieren, zählen, schätzen, rechnen oder messen. Mathematik begegnet einem in Form von Mengen, Zahlen, Dimensionen, Formen, Mustern, Daten und Risiken, dargestellt in Zahlen, Diagrammen, Datenbanken, Tabellen, Texten, Formularen, Symbolen, Objekten oder Bildern. Diese müssen interpretiert, angewendet und kommuniziert werden.
Alltagsmathematik ist als Schlüsselqualifikation in den Gesamtkontext des DeSeCo-Projektes (Definition and Selection of Competencies ~ Definition und Auswahl von Schlüsselkompetenzen) der OECD eingebettet.
International wird im Rahmen von PISA bei Schülern und der ALL-Erhebung (Adult Literacy and Lifeskill Survey) bei Erwachsenen die Alltagsmathematik geprüft. Mehrere Länder (z. B. Australien, die Vereinigten Staaten oder Großbritannien) fördern Alltagsmathematik durch landesweite Bildungs-Kampagnen.
Wenn Erwachsene Probleme mit Alltagsmathematik haben, bezeichnet man dies als Zahlenanalphabetismus. Die Ursache dafür kann mangelnde Schulbildung sein, es kann aber auch eine Dyskalkulie oder Akalkulie vorliegen.